# Крилатий лев (літературний конкурс)
«Крилатий Лев» — міжнародний літературний конкурс рукописів прози, написаних українською мовою або перекладених українською. Координує конкурс Львівська обласна організація Національної спілки письменників України.

## Нагородження
До розгляду журі приймається видруки рукопису прозової книжки українською мовою та переклади українською іншомовних рукописів, без тематичних обмежень. Виняток становлять лише твори для дітей та фантастика. Важливою умовою ж те, що книга не ма бути до цього опублікована.
Журі визначає десятку найкращих авторів та найперспективніших молодих талантів, рукописи чи фрагменти яких потім публікуються в молодіжних числах часопису «Дзвін».
Головна відзнака — випуск книжки переможця накладом не менше 1000 примірників.
|                                                                         | Приємно, що українська книга має підтримку на таких конкурсах як «Крилатий Лев». Львів відкритий для усього українського. Ми раді, що у полінаціональному Львові різні нації відчувають себе комфортно, однак ще більш приємно, коли відбуваються заходи, які скеровані на розвиток усього українського. Велика подяка, що ви пропагуєте, шануєте та розвиваєте українську книгу. Адже, якщо ми не будемо вкладати кошти в розвиток української мови, в розвиток української книги, ми будемо дедалі більше вкладати коштів у військо |
| — зазначив заступник голови Львівської облдержадміністрації Іван Собко. | |

## Історія

### 2016
Володаркою першої премії стала Галина Максимів з Долини за книга «Книги амазонок».

### 2017
Церемонія нагородження відбулася 15 грудня у Львівському палаці мистецтв. До журі увійшли Мирослава Дочинця, Василя Стефака, Юрія Коваля, Ігоря Держка, Надії Ковалик, Олега Фешовця та Василя Стецика. Головою журі став засновник конкурсу львівський письменник Олесь Дяк. Як зазначили організатори, цьогоріч до участі надійшло втричі більше рукописів, ніж у дебютному 2016 році
Володаркою першої премії стала Єва Лотоцька зі Львова та повість «…і в раю вони поцілувались» франківчанки Оксани Дрогомирецької, якій журі присудило третю премію. Обидві книги побачили світ у львівських видавництвах — «Астролябія» та «Сполом».  Юлія Чернієнко з Херсона, якій присудили другу премію та спеціальну відзнаку часопису «Дзвін»  за повість «Вирок Міри», за вагомої причини не змогла приїхати на нагородження, але хто зна — можливо, і її рукопис в новому році стане книгою.
Юрій Коцегуб з Полтавщини отримав спеціальну відзнаку за повість «Нехай лихо спить».
Спеціальну відзнаку під назвою «Сеньйор» як найкращий у конкурсі серед знаних письменників отримав киянин Василь Фольварочний за кінороман «Українська Голгофа», а спеціальну відзнаку «За новаторський пошук у жанрі міського фентезі» вручили львів'янці Наталії Матолінець за роман «Варта у Грі».
Також журі визначило десятку кращих конкурсантів, які отримали дипломи. Оскільки основним своїм завданням організатори називають відкриття нових імен, то журі окремо виділило ще й вісімку кращих рукописів, надісланих молодими авторами, які опублікували в молодіжних номерах часопису «Дзвін» у 2018 році. Туди увіййшли твори Олени Дмитерко із Запоріжжя, Маріанни Задорожної зі Львова, Юрія Коцегуба з Полтавщини, Юрія Мартиновича зі Львова, Наталії Матолінець зі Львова, харків'янки Людмили Іванець, Ольги Смольницької з Київщини та Юлії Чернієнко з Херсона.
Партнер конкурсу — адвокатське об'єднання "Міжнародна українсько-грузинська адвокатська компанія «Куспись, Ростіашвілі та Цхведіані» надав відзнаки-премії Єві Лотоцькій, Наталії Матолінець і Василеві Фольварочному.
Під час церемонії нагородження засновнику премії та голові журі, письменнику Олесю Дяка, вручили  почесне звання «Заслужений діяч мистецтв України».

### 2018
Журі конкурсу: Мирослав Дочинець, Василь Стефак, Юрій Коваль, Надія Мориквас, Олег Фешовець, Надія Ковалик, Богдан Пастух, Ігор Держко та Олесь Дяк.
Лауреатом першої премії за збірку філософсько-психологічних есеїв «Поза сценою українських революцій» та володарем спеціальної відзнаки видавництва «Астролябія» став Ігор Скрипник з Києва.
Другу премію і спеціальну відзнаку часопису «Дзвін» отримала Оксані Довгаль із Львівщини за збірку оповідань «Розмаїті історії Малого Міста».
Третю премію за історичний роман «Галицька Русь» отримав Олександр Кухарчук із Житомирщини. Також журі конкурсу відзначило його спеціальною відзнакою під назвою «Сеньйор», яка присуджується найкращому в конкурсі серед знаних письменників.
Диплом і спеціальну відзнаку інтернет-видання «Річ» отримає Елеонора Бельська з Кропивницького за збірку оповідань «Прокатай мене на мотоциклі».
До десятки відзначених також увійшли: Андрій Коваленко з Києва за  роман «Оранжевий годинник», львів'янин Василь Щеглюк за роман «На лезах любові», Наталія Котович з Волині за збірку короткої прози «Все на світі» — вона ж отримає спеціальну відзнаку для молодих авторів (умовно віком до тридцяти п'яти), Юрій Грицишин (Кірнос) зі Львова за повість «Вкрадена Я» (Асистент ангела), Ігор Топоровський з Тернопільщини за збірку новел «Під сузір'ям близнюків» та львів'янин Ігор Гавдьо за повість «Маленька баронеса». Вони отримають дипломи Конкурсу.
|                                  | Твори переможної десятки будуть рекомендовані до опублікування в літературнихчасописах і збірниках, як і найкраща молодь – в спеціальних молодіжних числах часопису «Дзвін» |
| — зазначає голова журі Олесь Дяк | |

### 2019
До складу журі увійшли письменники, літературні критики, видавці, зокрема: Юрій Коваль, Василь Стефак, Надія Мориквас, Богдан Смоляк, Богдан Пастух, Олег Фешовець. Відбір рукописів обговорювали в декілька етапів. Голосування проходило анонімно.
Усього в конкурсі взяло участь близько сотні письменників.
Першу премію та спеціальну відзнаку видавництва «Астролябія» отримав Віталій Левун з Київа за повість «Сни увіч проти вербної неділі».
Друга премія та спеціальна відзнака часопису «Дзвін» була надана Олександру Стусенко з Вінницької області за повість «Розчинення в Хармсі».
Третю премію та спеціальну відзнаку інтернет-видання «Річ» отримав Володимир Карачинцев зі Львова за рукопис художньо-філософських есеїв «Смисли восьмого дня».
Дипломом та спеціальною відзнакою «Сеньйор» був відзначений львів'янин Зіновій Легкий за роман «Розплата».
Дипломом та спеціальною відзнакою для молодих авторів журі нагородили Дмитра Литвиненка з Києва за роман «Маятник у формі серця».
Дипломантиами цьогорічно премії стали Наталія Смирнова (Кропивницький) за роман «Подаруй мені світло», Сергій Зінченко (Кривий Ріг) за роман «Сліди на тілі воскресають», Олександр Басанець (Дніпропетровська обл.) за рукопис історичної повісті «Утрачені скарби», Степан Орищин (Львів) за роман «Гуртожителі», Володимир Германов (Київ) за роман «Завтра почалося сьогодні».

### 2020
Церемонія нагородження відбулася 18 вересня 2021 року.
Лауреатом першої премії і спеціальної відзнаки видавництва «Астролябія» став киянин В'ячеслав Гук за роман «Гадючі линовища».
Друга премія і спеціальна відзнака часопису «Дзвін» у Юлії Леонтій з Чернівців за повість «Спіраль».
Володарем третьої премії і спеціальної відзнаки інтернет-видання «Річ» стала Олена Волинська з Новоград-Волинського, Житомирської області за повість «Коли сонце не сходить».
Диплом і спеціальну відзнаку під назвою «Сеньйора», як найкраща в конкурсі серед знаних письменників, отримає Ясна Людмила (Київ)  за роман «Мікстура від смерті».
Диплом і спеціальна відзнака «Молодий Лев» у Мудрак Олександри (м. Гусятин Тернопільської обл.) за повість «Крилата інвестиція».
Диплом і спеціальну відзнаку «Талановите Левеня» отримає Городецька Афіна (Київ) за повість «Життя повернеться на краще».
Диплом і спеціальна відзнака «Профі-переклад» у Іви Подольської зі Львова за переклад з білоруської невиданого роману Зянона Пазняка (США) «Гіркий запах полиновий…».
До десятки кращих увійшли: Бурда Оксана з Тернополя за повість «Жеграй і Стефка Срібнокоса», Паламар Юрій (Львівщина) за молодіжний роман «Безсоромні у Львові», киянка Туровська Леся за психологічний роман «Під сузір'ям Рекса»  та Мостова Юлія з Києва за збірку оповідань-переказів "Моторошні легенди українського Потойбіччя. Вони отримали дипломи Конкурсу.

### 2022
Лауреатом першої премії і спеціальної відзнаки видавництва «Астролябія» стала Ольга Кряжич з Сєверодонецьку за роман «Тінь кота».        
Друга премія й спеціальна відзнака часопису «Дзвін»  була надана Світлані Лавочкіній з Лейпцигу за роман «Карбон».
Володарем третьої премії та спеціальної відзнаки інтернет-видання «Річ» став Артем Непевний із Києва за повість «Шлях до Талого».
Диплом і спеціальну відзнаку «Свята Софія» отримала львів'янка Олена Тарасенко за збірку оповідань «Реп'яшок».
Диплом і спеціальну відзнаку під назвою «Сеньйор» як найкращий в конкурсі серед знаних письменників, отримає Горбатюк Василь (Хмельницький) за роман «Якщо не росте трава…».
Дипломом і спеціальною відзнакою «Винагорода» з першочерговим правом публікації на сторінках часопису «Дзвін» булло нагороджено Миколу Бурмек-Дюрі з села Ком'яти на Закарпатті, за повість «Спогади старого рома Кучера».      
Диплом і спеціальна відзнака «Молодий Лев» у Зоряни Безодні з Києва за повість «Обсидіановий Кинджал».
До десятки найкращих також увійшли: Леся Бернакевич зі Львова за роман «Якщо я буду добрим чоловіком, то стану… поганим сином», Оксана Лозова зі Львова за збірку оповідань «Не бійся» та Олег Андрішко із Дніпра за роман «Четверта фунікулерна дивізія».

### 2023
Лауреатом першої премії стала Олександра Однолько зі Звенигородки Черкаської області за повість «Тіні в маєтку».
Другу премію й спеціальну відзнаку часопису «Дзвін» отримав Євген Буцик з Києва за повість «Ціна рабства».
Володарем третьої премії та спеціальної відзнаки інтернет-видання «Річ» стала Оксана Кришталева за збірку оповідань і новел «Вечір в чужому саду».
Диплом і спеціальну відзнаку «Винагорода» з першочерговим правом публікації на сторінках часопису «Дзвін» отримав Федір Рудий з Броварів, Київська область за повість «Ковчег залишає пристань».
Диплом і спеціальна відзнака «Свята Софія» у львів'янки Юлії Адріанової за повість «Історія одного годинника».
Диплом і спеціальна відзнака «Молодий Лев» у киянина Івана Бережного за повість «Портер чи айріш стаут?».
Дипломи конкурсу також отримали Дарія Лозовик зі Львова за повість «Земляний вал», Алла Качанівська з Брукліна, Нью-Йорк, США за роман «Нью-Йорк, New York», Антоніна Царук з Кропивницького за збірку новел, Віктор Гребенюк з Луцька за збірку оповідань «Вільніший за птаха».